# Halve marathon van Berlijn

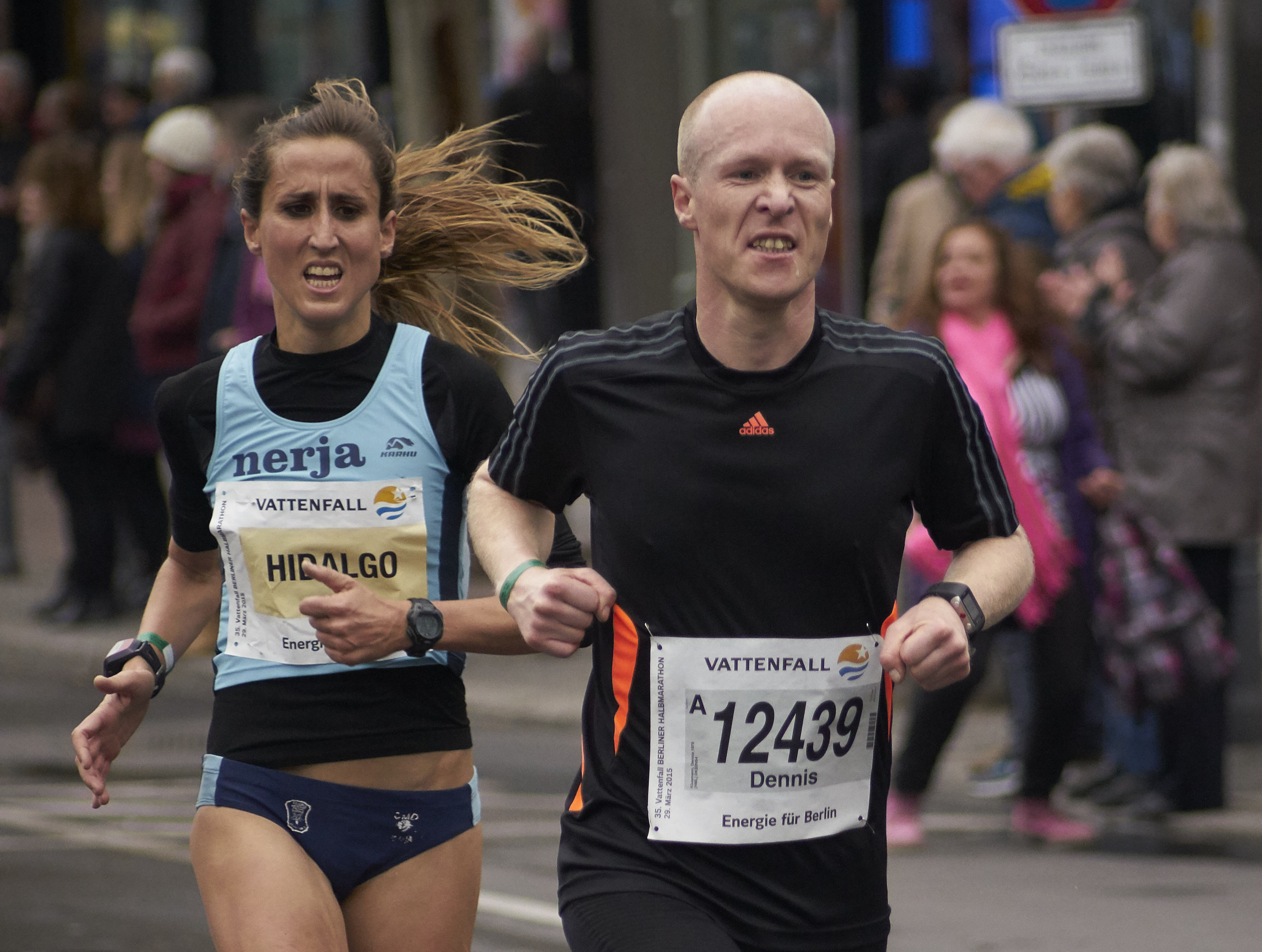
Halve marathon van Berlijn 2015: Esther Hidalgo (5e), Dennis Klusmann (93e)

De halve marathon van Berlijn is een hardloopwedstrijd over een afstand van een halve marathon (21,1 km), die sinds 1981 jaarlijks in Berlijn wordt gelopen. De wedstrijd wordt gehouden in de maand april. De wedstrijd wordt uitgeschreven door SC Charlottenburg en georganiseerd door SCC EVENTS GmbH. In het verleden zijn parallel aan de halve marathon ook andere wedstrijden georganiseerd, zoals lopen met als afstand marathon of 20 km. Het evenement wordt gesponsord door Vattenfall, een Zweedse energiemaatschappij. Naast de halve marathon wordt ook jaarlijks een wedstrijd inlineskaten verreden. In 2011 namen 25.500 lopers deel aan het evenement. In 2024 schreven 38.712 lopers en ruim 1.000 schaatsers zich in voor de halve marathon.
De wedstrijd is tweemaal gewonnen door een Belgische atlete (Marleen Renders) en ook tweemaal door een Nederlandse, Elizeba Cherono en de laatste editie door Sifan Hassan.

## Parcoursrecords
- Mannen: 58.42 - Erick Kiptanui  Kenia (2018)
- Vrouwen: 1:05.45 - Sheila Chepkirui  Kenia (2022)

## Top 10 finishtijden

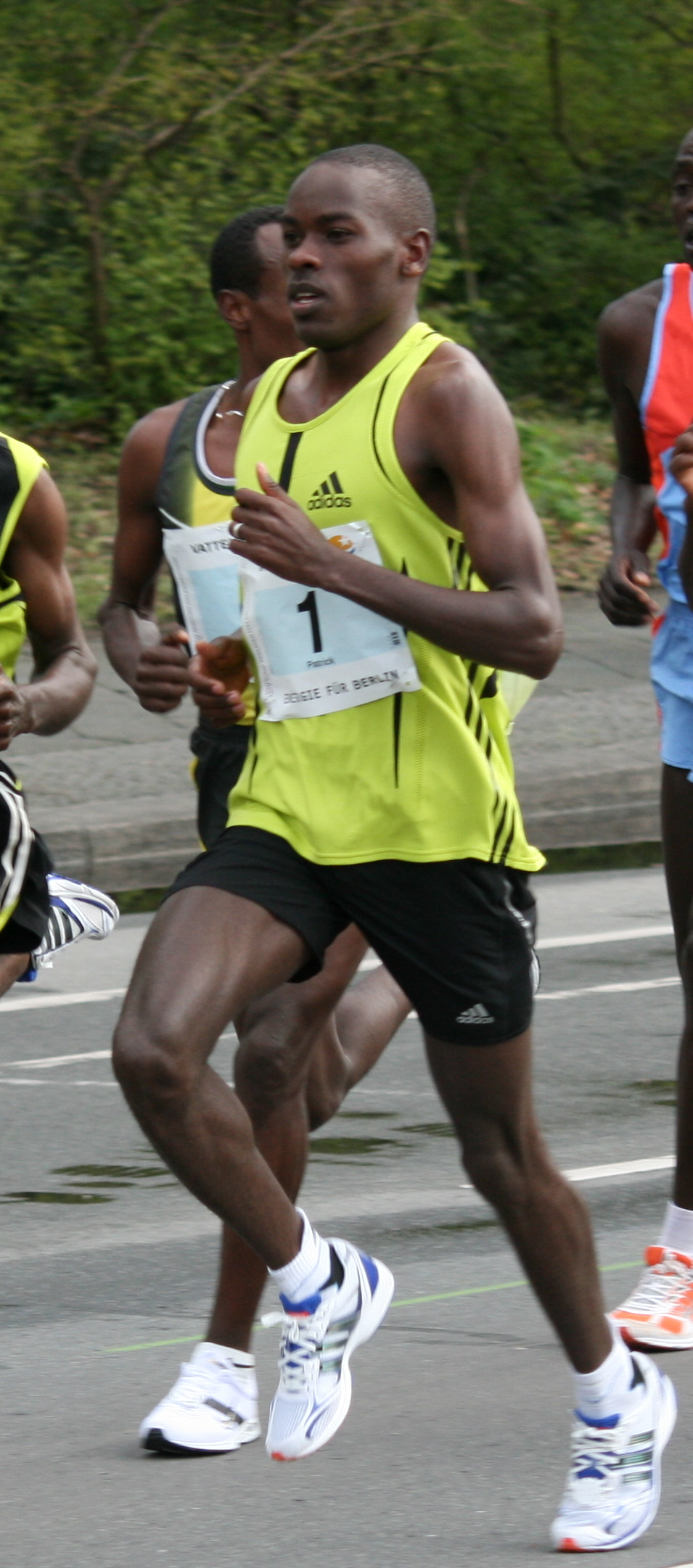
Patrick Makau Musyoki op weg naar de overwinning in 2008.

In 2023 stond Berlijn met een gemiddelde tijd van 59.03,0 over de snelste tien finishtijden bij de mannen ooit gelopen, op de vijfde plaats van de lijst van snelste halve marathonsteden, na Valencia, Ras Al-Khaimah, Copenhagen en New Delhi.
| Rang | Naam                  | Land | Tijd  | Jaar | Plek |
| ---- | --------------------- | ---- | ----- | ---- | ---- |
| 1    | Erick Kiptanui        | KEN  | 58.42 | 2018 | 1    |
| 2    | Alex Kibet            | KEN  | 58.55 | 2022 | 1    |
| 3    | Patrick Makau         | KEN  | 58.56 | 2007 | 1    |
| 4    | Felix Kipkoech        | KEN  | 58.57 | 2021 | 1    |
| 5    | Sabastian Sawe        | KEN  | 59.00 | 2023 | 1    |
| 6    | Paul Malakwen Kosgei  | KEN  | 59.07 | 2006 | 1    |
| 7    | Alex Kibet            | KEN  | 59.11 | 2023 | 2    |
| 8    | Dennis Kimetto        | KEN  | 59.14 | 2012 | 1    |
| 9    | Leonard Patrick Komon | KEN  | 59.14 | 2014 | 1    |
| 10   | Abraham Cheroben      | KEN  | 59.14 | 2014 | 2    |

| Rang | Naam                | Land | Tijd    | Jaar | Plek |
| ---- | ------------------- | ---- | ------- | ---- | ---- |
| 1    | Sheila Chepkirui    | KEN  | 1:05.02 | 2022 | 1    |
| 2    | Joyciline Jepkosgei | KEN  | 1:05.16 | 2021 | 1    |
| 3    | Nancy Meto          | KEN  | 1:05.21 | 2021 | 2    |
| 4    | Eilish McColgan     | GBR  | 1:05.43 | 2023 | 1    |
| 5    | Sifan Hassan        | NED  | 1:05.45 | 2019 | 1    |
| 6    | Joyce Chepkemoi     | KEN  | 1:05.50 | 2022 | 2    |
| 7    | Tsigie Gebreselama  | ETH  | 1:06.13 | 2023 | 2    |
| 8    | Yalemget Yaregal    | ETH  | 1:06.13 | 2023 | 3    |
| 9    | Irene Kimais        | KEN  | 1:06.34 | 2022 | 3    |
| 10   | Viola Chepngeno     | KEN  | 1:06.48 | 2022 | 4    |

(bijgewerkt t/m 2024)

## Uitslagen

### Halve marathon
| Jaar | Snelste man                     | Land                            | Tijd                            | Snelste vrouw                   | Land                            | Tijd                            |
| ---- | ------------------------------- | ------------------------------- | ------------------------------- | ------------------------------- | ------------------------------- | ------------------------------- |
| 2024 | Daniel Ebenyo                   | Kenia                           | 59.30                           | Tekle Muluat                    | Ethiopië                        | 1:06.53                         |
| 2023 | Sabastian Kimaru Sawe           | Kenia                           | 59.00                           | Eilish McColgan                 | Verenigd Koninkrijk             | 1:05.43                         |
| 2022 | Alex Kibet                      | Kenia                           | 58.55                           | Sheila Chepkirui                | Kenia                           | 1:05.02                         |
| 2021 | Felix Kipkoech                  | Kenia                           | 58.57                           | Joyciline Jepkosgei             | Kenia                           | 1:05.16                         |
| 2020 | Vanwege Coronapandemie afgelast | Vanwege Coronapandemie afgelast | Vanwege Coronapandemie afgelast | Vanwege Coronapandemie afgelast | Vanwege Coronapandemie afgelast | Vanwege Coronapandemie afgelast |
| 2019 | William Wanjiku                 | Kenia                           | 1:01.00                         | Sifan Hassan                    | Nederland                       | 1:05.45                         |
| 2018 | Eric Kiptanui                   | Kenia                           | 58.42                           | Melat Yisak Kejeta              | Ethiopië                        | 1:09.04                         |
| 2017 | Gilbert Masai                   | Kenia                           | 59.57                           | Joan Melly                      | Kenia                           | 1:08.45                         |
| 2016 | Richard Kiprop                  | Kenia                           | 59.58                           | Elizeba Cherono                 | Nederland                       | 1:10.43                         |
| 2015 | Birhanu Legese                  | Ethiopië                        | 59.45                           | Cynthia Chepchirchir Kosgei     | Kenia                           | 1:10.52                         |
| 2014 | Leonard Patrick Komon           | Kenia                           | 59.14                           | Tadelech Bekele                 | Ethiopië                        | 1:10.05                         |
| 2013 | Jacob Kendagor                  | Kenia                           | 59.36                           | Helah Kiprop                    | Kenia                           | 1:07.54                         |
| 2012 | Dennis Kimetto                  | Kenia                           | 59.14                           | Philes Ongori                   | Kenia                           | 1:08.25                         |
| 2011 | Geoffrey Kamworor               | Kenia                           | 1:00.38                         | Valentine Kipketer              | Kenia                           | 1:10.12                         |
| 2010 | Eshetu Wendimu                  | Ethiopië                        | 1:00.16                         | Pasalia Kipkoech Chepkorir      | Kenia                           | 1:09.43                         |
| 2009 | Bernard Kipyego                 | Kenia                           | 59.34                           | Sabrina Mockenhaupt             | Duitsland                       | 1:08.45                         |
| 2008 | Patrick Makau Musyoki           | Kenia                           | 1:00.00                         | Peninah Arusei                  | Kenia                           | 1:08.22                         |
| 2007 | Patrick Makau Musyoki           | Kenia                           | 58.56                           | Benita Johnson                  | Australië                       | 1:08.28                         |
| 2006 | Paul Malakwen Kosgei            | Kenia                           | 59.07                           | Edith Masai                     | Kenia                           | 1:07.16                         |
| 2005 | Paul Kimugul                    | Kenia                           | 1:01.04                         | Luminita Zaituc                 | Duitsland                       | 1:11.04                         |
| 2004 | Paul Kiprop Kirui               | Kenia                           | 1:00.40                         | Joyce Chepchumba                | Kenia                           | 1:09.49                         |
| 2003 | Paul Kiprop Kirui               | Kenia                           | 1:01.05                         | Magdaline Chemjor               | Kenia                           | 1:11.12                         |
| 2002 | Peter Kiplagat Chebet           | Kenia                           | 1:01.19                         | Rose Cheruiyot                  | Kenia                           | 1:09.32                         |
| 2001 | Fabián Roncero                  | Spanje                          | 59.52                           | Joyce Chepchumba                | Kenia                           | 1:09.37                         |
| 2000 | Joseph Mereng                   | Kenia                           | 1:01.52                         | Joyce Chepchumba                | Kenia                           | 1:08.22                         |
| 1999 | Benson Lokorwa                  | Kenia                           | 1:03.25                         | Joyce Chepchumba                | Kenia                           | 1:10.26                         |
| 1998 | Andrew Eyapan                   | Kenia                           | 1:03.59                         | Marleen Renders                 | België                          | 1:10.04                         |
| 1997 | Tendai Chimusasa                | Zimbabwe                        | 1:03.42                         | Marleen Renders                 | België                          | 1:10.37                         |
| 1996 | Charles Tangus                  | Kenia                           | 1:02.50                         | Ursula Jeitziner                | Zwitserland                     | 1:11.19                         |
| 1995 | Philip Chirchir                 | Kenia                           | 1:01.37                         | Sonja Krolik                    | Duitsland                       | 1:11.42                         |
| 1994 | Tendai Chimusasa                | Zimbabwe                        | 1:01.45                         | Kathrin Wessel                  | Duitsland                       | 1:10.47                         |
| 1993 | Carsten Eich                    | Duitsland                       | 1:00.34                         | Päivi Tikkanen                  | Finland                         | 1:12.30                         |
| 1992 | Stephan Freigang                | Duitsland                       | 1:01.14                         | Maria Starovska                 | Tsjechië                        | 1:12.08                         |
| 1991 | Rustam Shagiev                  | Rusland                         | 1:06.14                         | Madina Biktagirova              | Rusland                         | 1:11.34                         |

### Inlineskaten

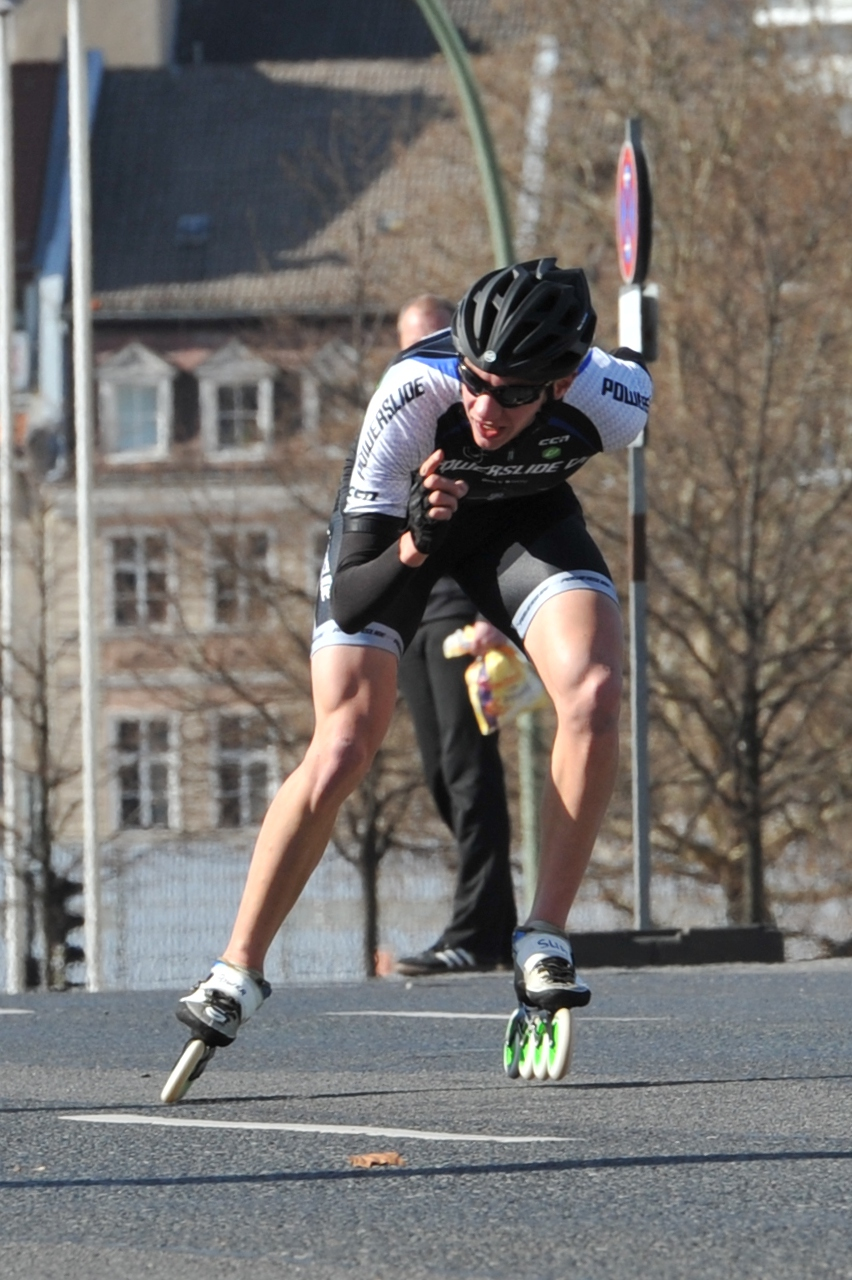
De Belg Bart Swings wint de wedstrijd in 2012.

| Jaar | Mannen                          | Land                            | Tijd                            | Vrouwen                         | Land                            | Tijd                            |
| ---- | ------------------------------- | ------------------------------- | ------------------------------- | ------------------------------- | ------------------------------- | ------------------------------- |
| 2024 | Nolan Beddiaf                   | Frankrijk                       | 30.13                           | Laura Files                     | Duitsland                       | 38.57                           |
| 2023 | Felix Rijhnen                   | Duitsland                       | 30.53                           | Josie Hofmann                   | Duitsland                       | 36.58                           |
| 2022 | Felix Rijhnen                   | Duitsland                       | 33.49                           | Josie Hofmann                   | Duitsland                       | 37.53                           |
| 2021 | Bart Swings                     | België                          | 29.38                           | Sandrine Tas                    | België                          | 36.12                           |
| 2020 | Vanwege Coronapandemie afgelast | Vanwege Coronapandemie afgelast | Vanwege Coronapandemie afgelast | Vanwege Coronapandemie afgelast | Vanwege Coronapandemie afgelast | Vanwege Coronapandemie afgelast |
| 2019 | Nolan Beddiaf                   | Frankrijk                       | 30.41                           | Chloé Geoffroy                  | Frankrijk                       | 36.59                           |
| 2018 | Sebastian Mirsch                | Duitsland                       | 32.32                           | Katharina Rumpus                | Duitsland                       |                                 |
| 2017 | Ewen Fernandez                  | Frankrijk                       | 30.11                           | Katharina Rumpus                | Duitsland                       |                                 |
| 2016 | Gary Hekman                     | Nederland                       |                                 | Sandrine Tas                    | België                          |                                 |
| 2015 | Felix Rijhnen                   | Duitsland                       | 36.39                           | Sabine Berg                     | Duitsland                       | 41.33                           |
| 2014 | Felix Rijhnen                   | Duitsland                       | 31.34                           | Katharina Rumpus                | Duitsland                       | 36.46                           |
| 2013 | Julien Levrard                  | Frankrijk                       | 32.07                           | Katharina Rumpus                | Duitsland                       | 38.47                           |
| 2012 | Bart Swings                     | België                          | 30.41                           | Cecilia Baena                   | Colombia                        | 39.29                           |
| 2011 | Yann Guyader                    | Frankrijk                       | 30.44                           | Mareike Thum                    | Duitsland                       | 37.25                           |
| 2010 | Severin Widmer                  | Zwitserland                     | 35.10                           | Cecilia Baena                   | Colombia                        | 43.31                           |
| 2009 | Alexis Contin                   | Frankrijk                       | 31.48                           | Cecilia Baena                   | Colombia                        | 38.28                           |
| 2008 | Scott Arlidge                   | Nieuw-Zeeland                   | 34.11                           | Hilde Goovaerts                 | België                          | 38.16                           |
| 2007 | Niclas Kleyling                 | Duitsland                       | 32.08                           | Jana Gegner                     | Duitsland                       | 40.02                           |
| 2006 | Victor Wilking                  | Duitsland                       | 33.04                           | Jana Gegner                     | Duitsland                       | 39.58                           |
| 2005 | Sutton Atkins                   | Verenigd Koninkrijk             | 34.04                           | Jana Gegner                     | Duitsland                       | 36.22                           |
| 2004 | Jörg Wecke                      | Duitsland                       | 35.37                           | Britta Vantournhout             | België                          | 40.21                           |
| 2003 | Kalon Dobbin                    | Nieuw-Zeeland                   | 37.21                           | Silvia Niño                     | Colombia                        | 44.41                           |
| 2002 | Kalon Dobbin                    | Nieuw-Zeeland                   | 35.37                           | Silvia Niño                     | Colombia                        | 35.47                           |
| 2001 | Steven Madsen                   | Denemarken                      | 34.36                           | Stephanie Pipke                 | Duitsland                       | 38.35                           |
| 2000 | Steven Madsen                   | Denemarken                      | 36.28                           | Severin Stölzer                 | Duitsland                       | 37.04                           |
| 1999 | Kalon Dobbin                    | Nieuw-Zeeland                   | 37.55                           | Daniela Dietzold                | Duitsland                       | 46.40                           |
|      |                                 |                                 |                                 |                                 |                                 |                                 |
| 1997 | Sebastian Baumgartner           | Duitsland                       | 44.55                           | Tina Pechardscheck              | Duitsland                       | 51.14                           |